# Pritchett
Pritchett è un centro abitato (town) degli Stati Uniti d'America, situato nella contea di Baca dello Stato del Colorado. Nel censimento del 2000 la popolazione era di 137 abitanti.

## Geografia fisica
Secondo i rilevamenti dell'United States Census Bureau, Pritchett si estende su una superficie di 0,6 km².